# Scoglio Santa Brigida
Lo scoglio Santa Brigida (in croato Fržital) è un isolotto disabitato della Croazia, situato lungo la costa occidentale dell'Istria, a nord del canale di Leme.
Amministrativamente appartiene al comune di Fontane, nella regione istriana.

## Geografia
Lo scoglio Santa Brigida si trova poco a ovest di punta Calva o punta Col Nudo (rt Goli vrh) e dell'insenatura di valle Sabbioni (rt Pod Sabljun) e sud-sudovest di punta Grossa (Debeli rt). Nel punto più ravvicinato, dista 645 m dalla terraferma (sud di punta Grossa).
Santa Brigida è un isolotto a forma di otto orientato in direzione nordest-sudovest; l'otto è schiacciato ai lati, ha una forte strozzatura centrale e la circonferenza sudoccidentale è più piccola rispetto a quella nordorientale. Misura 275 m di lunghezza e 110 m di larghezza massima. Ha una superficie di 0,0166 km² e uno sviluppo costiero di 0,681 km. Al centro, raggiunge un'elevazione massima di 20,4 m s.l.m.

### Isole adiacenti
- Pietra di Mezzo[1], piccolo scoglio situato 65 m a nordest di Santa Brigida. (45°11′31.3″N 13°34′38.6″E)
- Scoglio dei Diamanti[1], piccolo scoglio situato nei pressi di punta Grossa, collegato alla terraferma da un pontile, che dista da Santa Brigida 540 m. (45°11′45″N 13°34′48.7″E)
- Bianco (Bili Školj), scoglio situato 235 m a nordest di Santa Brigida.
- Orada o Orata (hrid Orada), scoglio situato 460 m circa a nord di Santa Brigida.
- Altese (Altijež), scoglio situato 770 m a nord-nordovest di Santa Brigida.

### Cartografia
- (HR) Mappa topografica della Croazia 1:25000, su preglednik.arkod.hr.